# Clion-sur-Indre
Clion-sur-Indre és un municipi francès, situat al departament de l'Indre i a la regió de Centre – Vall del Loira. L'any 2007 tenia 1.132 habitants.

## Demografia

### Població
El 2007 la població de fet de Clion-sur-Indre era de 1.132 persones. Hi havia 520 famílies, de les quals 216 eren unipersonals (104 homes vivint sols i 112 dones vivint soles), 184 parelles sense fills, 88 parelles amb fills i 32 famílies monoparentals amb fills.
La població ha evolucionat segons el següent gràfic:
Habitants censats

### Habitatges
El 2007 hi havia 705 habitatges, 533 eren l'habitatge principal de la família, 73 eren segones residències i 99 estaven desocupats. 669 eren cases i 32 eren apartaments. Dels 533 habitatges principals, 407 estaven ocupats pels seus propietaris, 108 estaven llogats i ocupats pels llogaters i 18 estaven cedits a títol gratuït; 7 tenien una cambra, 50 en tenien dues, 129 en tenien tres, 164 en tenien quatre i 183 en tenien cinc o més. 428 habitatges disposaven pel capbaix d'una plaça de pàrquing. A 249 habitatges hi havia un automòbil i a 174 n'hi havia dos o més.

### Piràmide de població
La piràmide de població per edats i sexe el 2009 era:
| Homes | Edats   | Dones |
| ----- | ------- | ----- |
| 8     | 95 o +  | 8     |
| 8     | 90 a 94 | 12    |
| 12    | 85 a 89 | 28    |
| 4     | 80 a 84 | 24    |
| 28    | 75 a 79 | 32    |
| 56    | 70 a 74 | 48    |
| 60    | 65 a 69 | 76    |
| 48    | 60 a 64 | 24    |
| 32    | 55 a 59 | 44    |
| 36    | 50 a 54 | 36    |
| 52    | 45 a 49 | 32    |
| 28    | 40 a 44 | 24    |
| 28    | 35 a 39 | 32    |
| 20    | 30 a 34 | 28    |
| 32    | 25 a 29 | 28    |
| 12    | 20 a 24 | 12    |
| 40    | 15 a 19 | 36    |
| 32    | 10 a 14 | 16    |
| 28    | 5 a 9   | 16    |
| 20    | 0 a 4   | 16    |

## Economia
El 2007 la població en edat de treballar era de 560 persones, 401 eren actives i 159 eren inactives. De les 401 persones actives 371 estaven ocupades (211 homes i 160 dones) i 30 estaven aturades (16 homes i 14 dones). De les 159 persones inactives 83 estaven jubilades, 36 estaven estudiant i 40 estaven classificades com a «altres inactius».

### Ingressos
El 2009 a Clion-sur-Indre hi havia 530 unitats fiscals que integraven 1.054 persones, la mediana anual d'ingressos fiscals per persona era de 15.408 €.

### Activitats econòmiques
Dels 52 establiments que hi havia el 2007, 2 eren d'empreses extractives, 4 d'empreses alimentàries, 3 d'empreses de fabricació d'altres productes industrials, 14 d'empreses de construcció, 5 d'empreses de comerç i reparació d'automòbils, 2 d'empreses de transport, 3 d'empreses d'hostatgeria i restauració, 1 d'una empresa financera, 3 d'empreses immobiliàries, 4 d'empreses de serveis, 7 d'entitats de l'administració pública i 4 d'empreses classificades com a «altres activitats de serveis».
Dels 25 establiments de servei als particulars que hi havia el 2009, 1 era una oficina de correu, 4 tallers de reparació d'automòbils i de material agrícola, 3 guixaires pintors, 3 fusteries, 5 lampisteries, 2 electricistes, 4 perruqueries, 2 restaurants i 1 agència immobiliària.
Dels 2 establiments comercials que hi havia el 2009, 1 era una botiga de més de 120 m² i 1 una botiga de menys de 120 m².
L'any 2000 a Clion-sur-Indre hi havia 51 explotacions agrícoles que ocupaven un total de 1.824 hectàrees.

## Equipaments sanitaris i escolars
El 2009 hi havia 1 farmàcia i 1 ambulància.
El 2009 hi havia una escola elemental.

## Poblacions més properes
El següent diagrama mostra les poblacions més properes.